# 제프리 골드스톤
제프리 골드스톤(영어: Jeffrey Goldstone, 1933–)은 영국의 이론물리학자다. 골드스톤 보손의 개념을 도입하였다.

## 생애
케임브리지 대학교 트리니티 칼리지에서 학사 (1954) 및 박사 (1958) 학위를 수여받았다. 1962년부터 1976년까지 케임브리지 대학교 교수로 있었다. 1977년 매사추세츠 공과대학교로 이전하였다.

## 같이 보기
- 유효 작용